# Croizatia cimalonia
Croizatia cimalonia är en emblikaväxtart som beskrevs av Cerón och Grady Linder Webster. Croizatia cimalonia ingår i släktet Croizatia och familjen emblikaväxter.
Artens utbredningsområde är Ecuador. Inga underarter finns listade i Catalogue of Life.